# Benetton Formula
Das Benetton Formula Limited Racing Team war ein Formel-1-Rennstall, der von 1986 bis 2001 an der Formel-1-Weltmeisterschaft teilnahm. Das Team ging Ende 1985 aus dem Toleman-Rennstall hervor, der vom italienischen Bekleidungsfabrikanten Benetton übernommen worden war. Mitte der 1990er Jahre gewann das Benetton-Formel-1-Team mit dem Deutschen Michael Schumacher zweimal in Folge die Weltmeisterschaft. Bis 1995 fuhr Benetton unter britischer Lizenz, ab 1996 mit italienischer Lizenz. 2000 verkaufte die Benetton-Gruppe das Team an den französischen Automobilhersteller Renault, der in Folge ab 2002 als Renault F1 Team antrat.
Die Firma Benetton Formula Ltd. war bereits 1970 als Sponsorenpartner für verschiedene Motorsportserien gegründet worden.

## Geschichte in der Formel 1

### 1983–1986: Sponsoring und eigenes Team

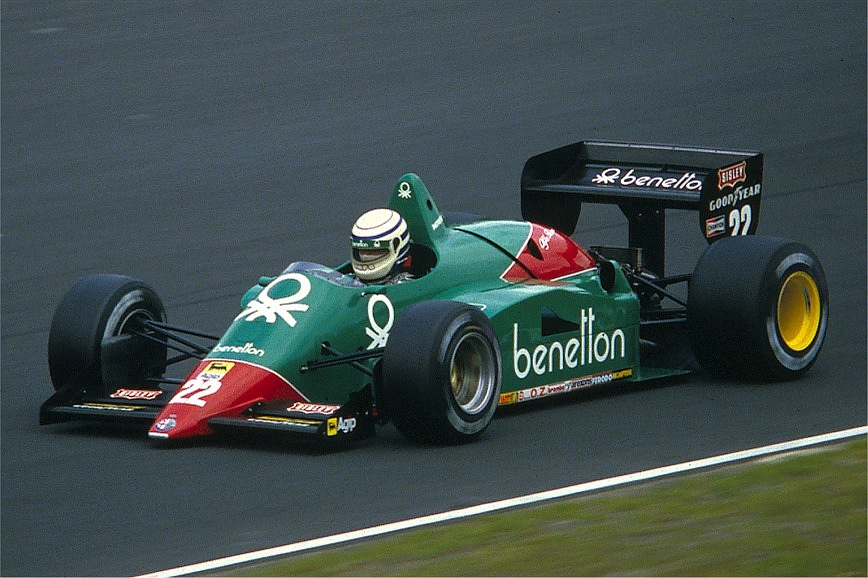
1985: Alfa Romeo von Benetton gesponsert

Ken Tyrrell gewann Benetton im Jahre 1983 als Hauptsponsor für sein Formel-1-Team. In der darauffolgenden Saison wurde Alfa Romeo ebenfalls von Benetton gesponsert.

### Beginn mit Toleman
Im Mai 1985 kaufte Benetton das Toleman-Team, das 1986 offiziell in „Benetton Formula 1 Racing Team“ umbenannt wurde. Als Teamchef wurde Peter Collins vom Konkurrenten Williams abgeworben, der dort Teammanager gewesen war. Collins gewann in der Folge BMW als ersten Motorenlieferanten des Rennstalls. Gerhard Berger und Teo Fabi unterschrieben Verträge als Fahrer. Berger fuhr im Oktober 1986 in Mexiko den ersten Sieg für Benetton heraus. Am Ende der Saison lag das junge Team auf dem sechsten Platz der Konstrukteurswertung.

### 1987–1991: Ford, Briatore und Piquet

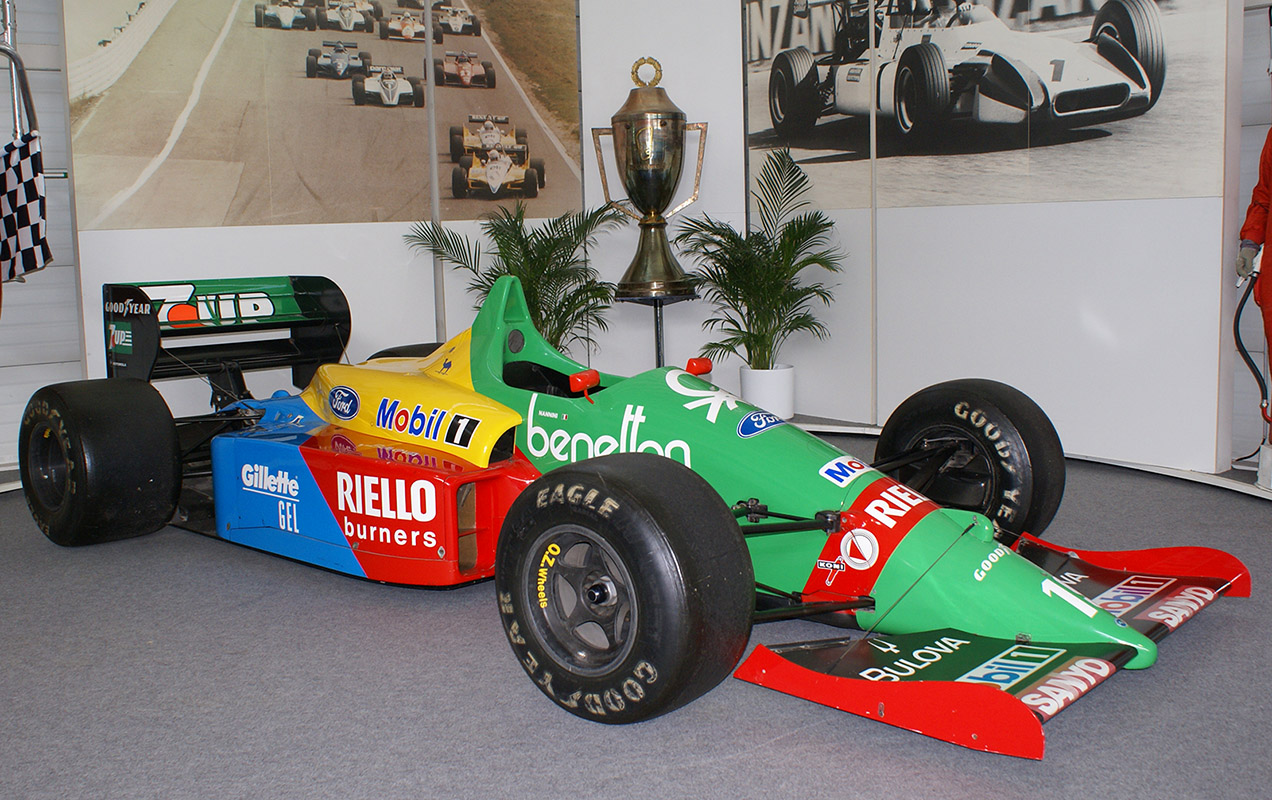
1988: Der Benetton-Ford B188 wurde pilotiert von Alessandro Nannini und Thierry Boutsen

Nachdem Gerhard Berger zur Saison 1987 zu Ferrari gewechselt war, kam Thierry Boutsen als zweiter Fahrer neben Fabi ins Team. Als dies bekanntgegeben wurde, wurde gleichzeitig die Verpflichtung von Ford als Motorenlieferant veröffentlicht. Diese Verbindung hielt acht Jahre lang. 1987 verwendete Benetton exklusiv Fords Turbomotoren vom Typ Cosworth GBA, danach erhielt das Team als Vorzugskunde jeweils die neuesten Saugmotoren von Cosworth. Nachdem in den Jahren 1987 und 1988 keine Siege zu erzielen waren, entschied sich Benetton, die Zusammenarbeit mit Peter Collins zu beenden. Im Winter 1988 nahm die Benetton-Familie Kontakt mit Flavio Briatore auf und gewann ihn als Geschäftsführer für das Benetton Formula One Team. Noch bevor Collins das Team verließ, verpflichtete er für 1989 Johnny Herbert. Herbert konnte jedoch nach einer schweren Beinverletzung in der Formel 3000 diesen Vertrag nicht erfüllen. Er kam zwar bei seinem Debüt in Brasilien auf den vierten Platz, hatte aber Probleme mit seinen Beinen und überzeugte Briatore nicht. Im selben Jahr verbuchte das Team den zweiten Sieg, als Alessandro Nannini nach der Kollision zwischen Ayrton Senna und Alain Prost den Großen Preis von Japan gewann.
Mit der Hilfe von Bernie Ecclestone holte Briatore für das Jahr 1990 den dreifachen Weltmeister Nelson Piquet als Fahrer zu Benetton. Außerdem verpflichtete er John Barnard als Technischen Direktor. Barnard tauschte fast den kompletten Mitarbeiterstamm aus. Zusammen mit Joan Villadelprat, den er von Tyrrell abwarb, formierte er das neue Team. Alessandro Nannini wurde 1990 bei einem Helikopterunfall schwer verletzt. Als Ersatzfahrer für das auf den Unfall folgende Rennen in Japan wurde Roberto Moreno als Partner von Piquet verpflichtet. Dieses Duo holte den ersten Doppelsieg für Benetton. Piquet beendete die Saison versöhnlich für das Team mit einem Sieg beim Großen Preis von Australien.
Nach dem erfolgreichen Saisonabschluss 1990 waren die Erwartungen für 1991 hoch. Doch Piquet gewann nur den Großen Preis von Kanada. Nach der Hälfte der Saison wurde Tom Walkinshaw Mitbesitzer des Teams, und nachdem Barnard wegen Misserfolgs das Team verlassen hatte, wurde sein Stellvertreter Gordon Kimball Technischer Direktor. Doch Walkinshaw wollte diese Stelle mit Ross Brawn besetzen, was er auch schnell durchsetzen konnte. Ross Brawn holte Rory Byrne und Pat Symonds nach deren kurzem Ausflug zum Formel-1-Projekt von Reynard zurück zu Benetton. Walkinshaw setzte einige Änderungen im Team durch. Im späten Verlauf der Saison 1991 kam der junge Deutsche Michael Schumacher zu Benetton, nachdem er bei Jordan sein vielbeachtetes Debüt gegeben hatte. Schumacher überzeugte auf Anhieb mit überdurchschnittlichen Leistungen und forderte sogar „Altmeister“ Piquet im gleichen Wagen heraus, der daraufhin seine F1-Karriere beendete.

### 1992–1994: Schumacher und die erste WM

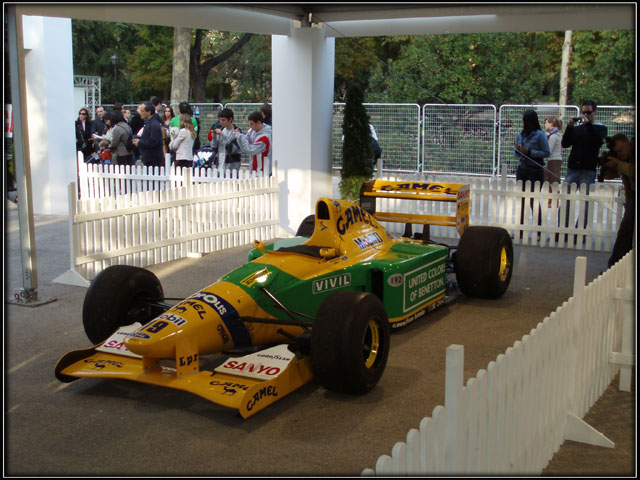
Benetton-Ford B192

Für die Saison 1992 verpflichtete Benetton neben seinem neuen Talent Schumacher den erfahrenen Briten Martin Brundle. Schumacher kam jedoch besser mit dem Benetton B192 zurecht und gewann sein erstes Rennen beim Grand Prix von Belgien. Brundle musste das Team nach einem Jahr trotz solider Ergebnisse wieder verlassen. Benetton hatte den zweiten Rang in der Konstrukteurswertung knapp verfehlt, aber in allen Saisonrennen Punkte verbucht. Schumacher wurde als bester Nicht-Williams-Pilot in seiner ersten vollen Saison WM-Dritter – noch vor dem amtierenden Weltmeister Ayrton Senna.
1993 setzte auch das McLaren-Team auf Ford-Motoren, sodass ein Werben um die beste Ausbaustufe zwischen Benetton und McLaren begann. Nachdem Senna drei der ersten sechs Rennen gewonnen hatte, setzte Ford auf McLaren als Zugpferd – Benetton hatte das Nachsehen. Die Saison verlief für das Team ähnlich wie die vorangegangene: Schumacher fuhr regelmäßige Podestplatzierungen heraus und gewann in Portugal. Mit dem Vize-Weltmeister des Vorjahres, Riccardo Patrese, an Schumachers Seite schaffte es Benetton allerdings erneut „nur“ auf Platz drei der Konstrukteure.
Für die folgende Saison wurden massive Regeländerungen durchgesetzt (Verbot der elektronischen Fahrhilfen, Wiedereinführung der Tankstopps), die es Benetton möglich machten, das Wettrüsten mit der Konkurrenz auf gleicher Stufe zu beginnen. Der Benetton B194 versprach schon bei Testfahrten viel und dominierte tatsächlich die ersten Rennen der 94er-Saison. Nach Sennas Tod schien es, als hätte Schumacher keinen Gegner im Kampf um die Weltmeisterschaft. Benettons Überlegenheit führte dazu, dass spätestens nach dem „Raketenstart“ beim Frankreich-Grand-Prix Gerüchte um illegale elektronische Systeme aufkamen. In der Tat hatte das Benetton-Team die Steuerungssoftware seiner Elektronik erst mit reichlicher Verspätung und auf mehrfaches Drängen der FIA zur Überprüfung herausgegeben. Die FIA fand bei der Untersuchung dann tatsächlich Dateien einer illegalen Startautomatik. Es wurde jedoch nicht nachgewiesen, dass ein solches illegales System eingesetzt worden war. Die Ausführungen des Teams, der gefundene Programmcode sei lediglich ein unbenutztes und versehentlich nicht gelöschtes Überbleibsel der Vorjahressoftware (1993 waren solche Systeme noch erlaubt), waren nicht zu widerlegen.
Benetton sorgte weiter für Negativschlagzeilen: Nachdem es beim Großen Preis von Deutschland zu einem Brandunfall beim Betanken des Autos von Jos Verstappen gekommen war, hieß es, das Team habe an der Tankanlage unerlaubte Einstellungen vorgenommen. Benetton erhielt im Verlauf der Saison einige Disqualifikationen und Startverbote für Michael Schumacher: wegen zu hohen Abriebs der Holzplanke am Boden des Wagens beim Großen Preis von Belgien und Missachtung der schwarzen Flagge beim Großen Preis von Großbritannien. So hatte Damon Hill im letzten Rennen noch Titelchancen. Beim Großen Preis von Australien in Adelaide schieden jedoch beide Titelkontrahenten nach einem umstrittenen Zusammenstoß aus. Schumacher und Benetton gewannen ihren ersten WM-Titel.

### 1995–1997: Renault und zwei weitere Titel

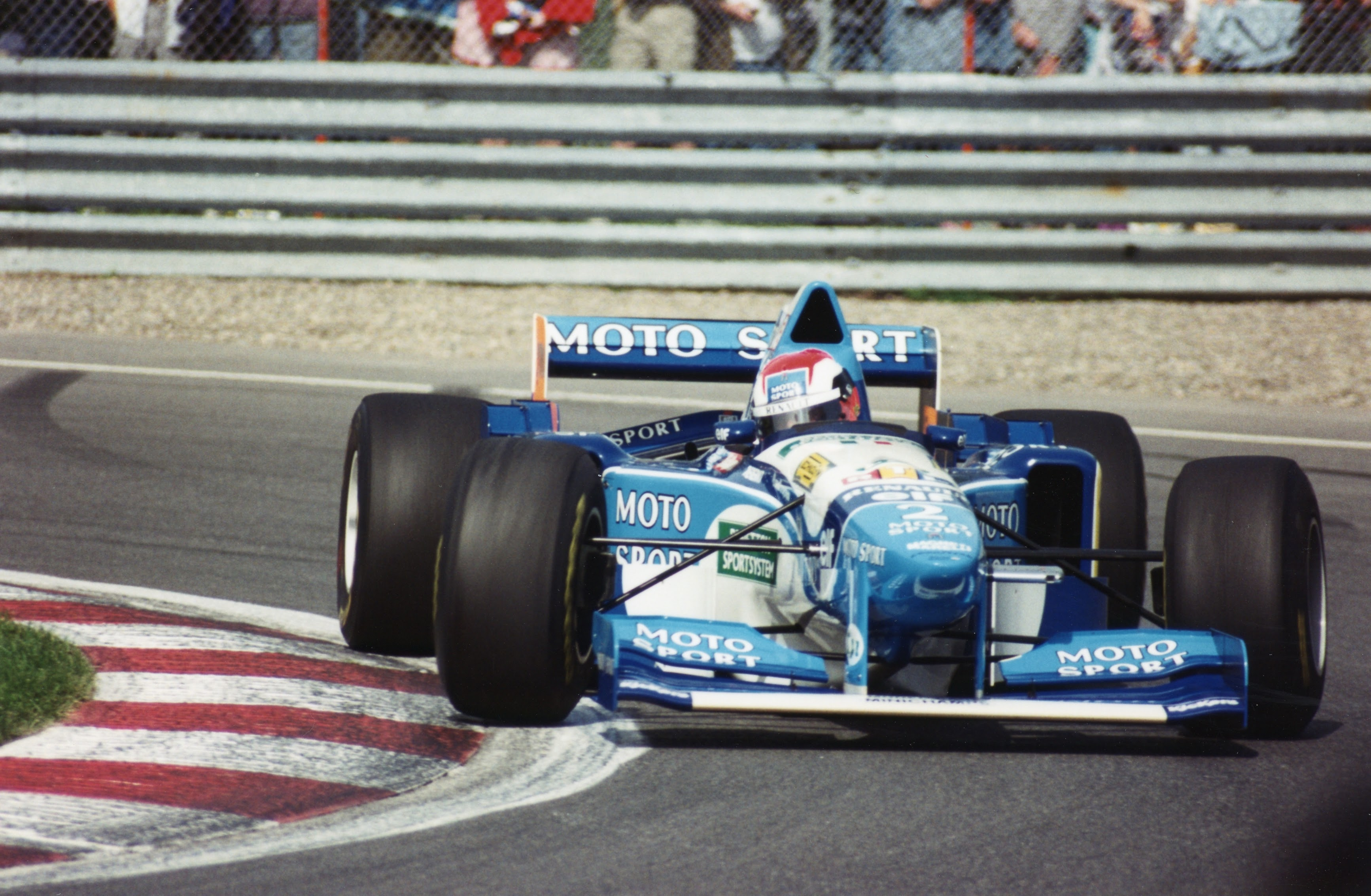
Johnny Herbert im Benetton-Renault B195

Für die Saison 1995 wurde ein Handel zwischen dem Ligier-Team, das Briatore 1994 gekauft hatte, und Benetton geschlossen. Walkinshaw ging zu Ligier und Briatore holte die Renault-Motoren zu Benetton. Diese Kombination erwies sich als sehr stark, sodass Benetton erneut ein siegfähiges Auto zur Verfügung hatte. In der Saison 1995 fuhren Schumacher und sein Teamkollege Johnny Herbert insgesamt elf Siege ein. In der Gesamtwertung wurden sowohl der Fahrertitel als auch erstmals der Konstrukteurstitel erreicht.
Schumacher hatte schon im Sommer 1995 bei Konkurrent Ferrari unterschrieben und verließ das Team Ende des Jahres. Benetton verpflichtete die bisherigen Ferrari-Piloten Jean Alesi und Gerhard Berger in der Hoffnung, die Erfolgsgeschichte fortzuschreiben. Nachdem sich das 96er Auto aber als zu stark auf die Bedürfnisse des abgewanderten Schumacher zugeschnittenes Rennauto erwies, sowohl Berger als auch Alesi kaum schnelle Rundenzeiten erzielten und nicht einen einzigen Sieg holten, verließen Brawn und Byrne das Team ebenfalls in Richtung Ferrari. Symonds wurde Technischer Direktor und Nick Wirth Chefdesigner. Obwohl Berger 1997 in Deutschland gewann, blieb Benetton weiter hinter den Erwartungen zurück. Berger zog sich nach dieser Saison aus dem aktiven Motorsport zurück und Alesi unterschrieb bei Sauber. Auch Briatore verließ Benetton nach den Misserfolgen von 1996 und 1997.

### 1998–2001: Gescheiterter Neuanfang und Verkauf

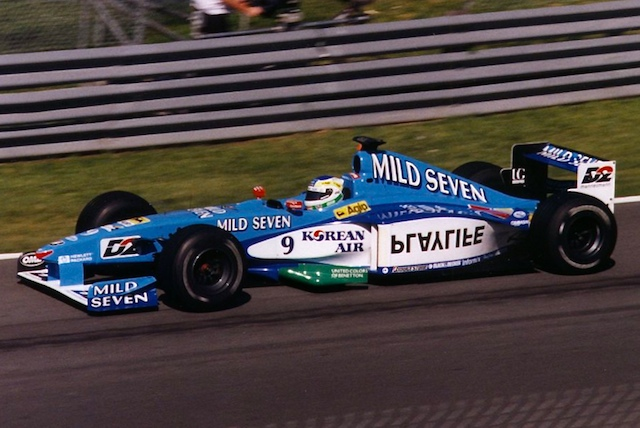
Giancarlo Fisichella im Benetton-Playlife B199

Für die Saison 1998 erhoffte sich das Team noch mal einen Neuanfang. Renault war als offizieller Motorenlieferant ausgestiegen, hielt sich über den Kooperationspartner Mecachrome die Tür zur Formel 1 offen, der nun die Vorjahrestriebwerke für den Rennbetrieb vorbereitete. David Richards wurde neuer Team-Manager und Benetton verpflichtete als Fahrer die Nachwuchspiloten Giancarlo Fisichella und Alexander Wurz. Richards wollte gerne wieder mit Ford zusammenarbeiten, was der Familie Benetton nicht gefiel. Daraus entstand ein Streit, der darin endete, dass Richards das Team im Oktober 1998 an den damals 29-jährigen Rocco Benetton übergab. Nachdem das Team auch 1999 nicht gewinnen konnte, wurde der Rennstall am 16. März 2000 für 120 Millionen US-Dollar an Renault verkauft. Teil des Deals war, dass das Team in den Jahren 2000 und 2001 noch als Benetton-Renault antreten würde. Die Franzosen setzten wieder Flavio Briatore als Teamchef ein, hielten sich aber zunächst im Hintergrund. Der neue technische Direktor Mike Gascoyne strukturierte das Team vollständig um. Für die Saison 2001 stieg Renault als offizieller Motorenlieferant wieder ein und lieferte einen neuen V10-Motor, der die Kundenmotorära von Benetton beendete. Als Fahrer blieb Fisichella an Bord, an seiner Seite wurde Jenson Button verpflichtet. Nach Ende der Saison 2001 verschwand der Markenname Benetton endgültig aus der Formel 1 und der Rennstall ging vollständig im Renault F1 Team auf.

## Zahlen und Daten

### Statistik in der Formel 1
| Saison | Teamname                     | Chassis                      | Motor                                   | Reifen | Grands Prix | Siege | Zweiter | Dritter | Poles | schn. Runden | Punkte    | WM-Rang |
| ------ | ---------------------------- | ---------------------------- | --------------------------------------- | ------ | ----------- | ----- | ------- | ------- | ----- | ------------ | --------- | ------- |
| 1986   | Benetton Formula Ltd         | Benetton B186                | BMW 1.5 L4t                             | P      | 16          | 1     | –       | 1       | 2     | 3            | 19        | 6.      |
| 1987   | Benetton Formula Ltd         | Benetton B187                | Ford 1.5 V6t                            | G      | 16          | –     | –       | 2       | –     | 1            | 28        | 5.      |
| 1988   | Benetton Formula Ltd         | Benetton B188                | Ford Cosworth DFZ 3.5 V8                | G      | 16          | –     | –       | 7       | –     | 1            | 39        | 3.      |
| 1989   | Benetton Formula Ltd         | Benetton B188 Benetton B189  | Ford Cosworth DFR 3.5 V8 Ford HB 3.5 V8 | G      | 16          | 1     | 1       | 2       | –     | –            | 39        | 4.      |
| 1990   | Benetton Formula Ltd         | Benetton B189B Benetton B190 | Ford HB 3.5 V8                          | G      | 16          | 2     | 3       | 2       | –     | 1            | 71        | 3.      |
| 1991   | Camel Benetton Ford          | Benetton B190B Benetton B191 | Ford HB 3.5 V8                          | P      | 16          | 1     | –       | 2       | –     | 1            | 38,5      | 4.      |
| 1992   | Camel Benetton Ford          | Benetton B191 Benetton B192  | Ford HB 3.5 V8                          | G      | 16          | 1     | 4       | 8       | –     | 2            | 91        | 3.      |
| 1993   | Camel Benetton Ford          | Benetton B193 Benetton B193B | Ford HB 3.5 V8                          | G      | 16          | 1     | 6       | 4       | –     | 5            | 72        | 3.      |
| 1994   | Mild Seven Benetton Ford     | Benetton B194                | Ford Zetec-R 3.5 V8                     | G      | 16          | 8     | 2       | 2       | 6     | 8            | 103       | 2.      |
| 1995   | Mild Seven Benetton Renault  | Benetton B195                | Renault 3.0 V10                         | G      | 17          | 11    | 2       | 2       | 4     | 8            | 137 (147) | 1.      |
| 1996   | Mild Seven Benetton Renault  | Benetton B196                | Renault 3.0 V10                         | G      | 16          | –     | 5       | 5       | –     | 3            | 68        | 3.      |
| 1997   | Mild Seven Benetton Renault  | Benetton B197                | Renault 3.0 V10                         | G      | 17          | 1     | 5       | 1       | 2     | 2            | 67        | 3.      |
| 1998   | Mild Seven Benetton Playlife | Benetton B198                | Playlife 3.0 V10                        | B      | 16          | –     | 2       | –       | 1     | 1            | 33        | 5.      |
| 1999   | Mild Seven Benetton Playlife | Benetton B199                | Playlife 3.0 V10                        | B      | 16          | –     | 1       | –       | –     | –            | 16        | 6.      |
| 2000   | Mild Seven Benetton Playlife | Benetton B200                | Playlife 3.0 V10                        | B      | 17          | –     | 1       | 2       | –     | –            | 20        | 4.      |
| 2001   | Mild Seven Benetton Renault  | Benetton B201                | Renault 3.0 V10                         | M      | 17          | –     | –       | 1       | –     | –            | 10        | 7.      |
| Gesamt | Gesamt                       | Gesamt                       | Gesamt                                  | Gesamt | 260         | 27    | 32      | 41      | 15    | 36           | 861,5     |         |

### Alle Grand-Prix-Sieger auf Benetton

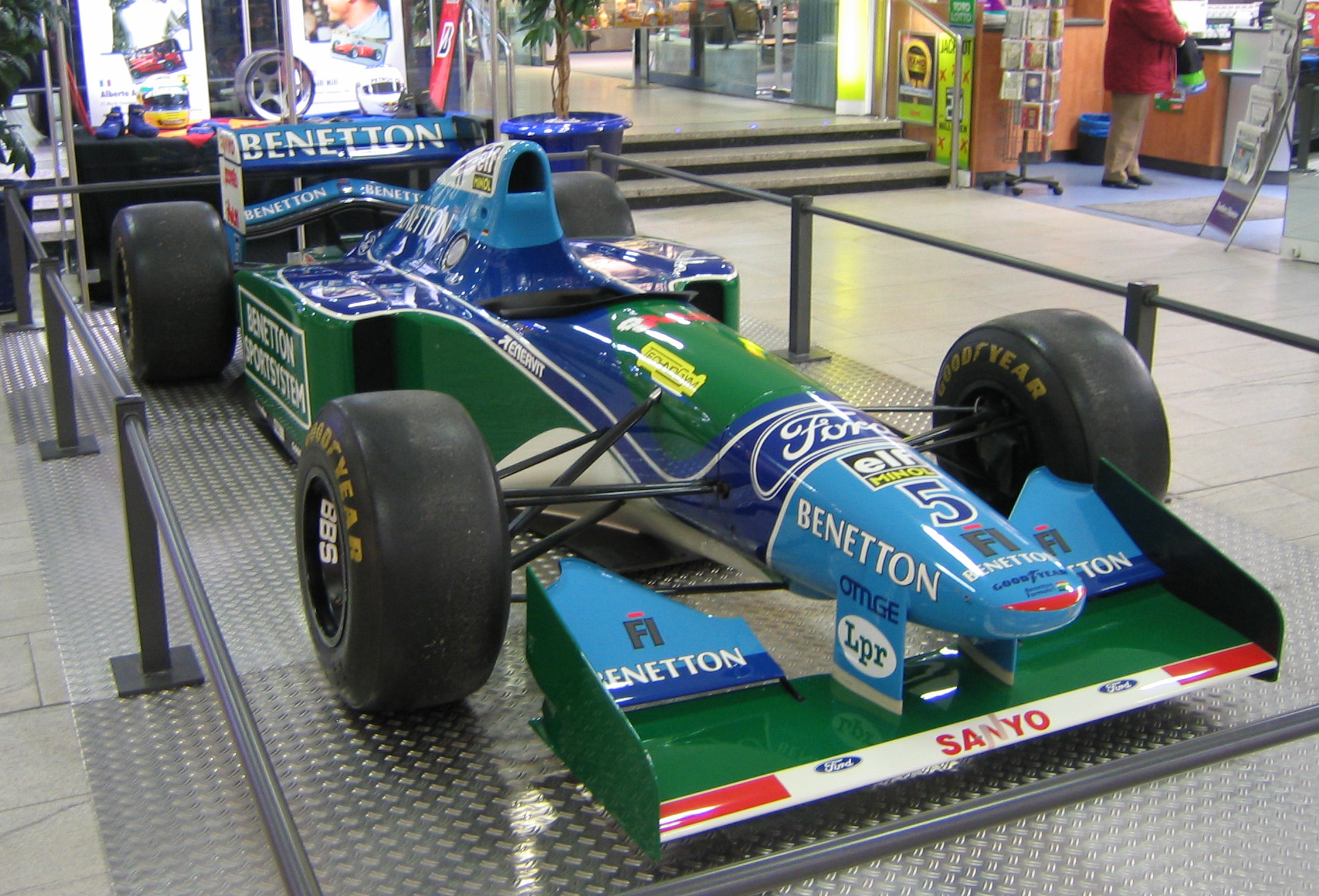
Schumachers Benetton B194 im Museum

| Fahrer             | Nation                 | für Benetton aktiv | Grands Prix | GP- Siege | WM- Punkte | WM- Titel | beste WM- Position (Jahr) |
| ------------------ | ---------------------- | ------------------ | ----------- | --------- | ---------- | --------- | ------------------------- |
| Michael Schumacher | Deutschland            | 1991–1995          | 68          | 19        | 303,00     | 2         | 1. (1994, 1995)           |
| Nelson Piquet      | Brasilien              | 1990–1991          | 32          | 3         | 70,50      | -         | 3. (1990)                 |
| Gerhard Berger     | Osterreich             | 1986, 1996–1997    | 46          | 2         | 65,00      | -         | 5. (1997)                 |
| Johnny Herbert     | Vereinigtes Konigreich | 1989, 1994–1995    | 24          | 2         | 50,00      | -         | 4. (1995)                 |
| Alessandro Nannini | Italien                | 1988–1990          | 46          | 1         | 65,00      | -         | 6. (1989)                 |